# Ipuiúna
Ipuiúna este un oraș în Minas Gerais (MG), Brazilia.